# Ptocasius songi
Ptocasius songi är en spindelart som beskrevs av Dmitri Viktorovich Logunov 1995. Ptocasius songi ingår i släktet Ptocasius och familjen hoppspindlar. Inga underarter finns listade i Catalogue of Life.